# Stanko Molnar
Pour les articles homonymes, voir Molnar.
Stanko Molnar, né le 12 janvier 1947 dans l'île de Krk, alors en République socialiste de Croatie et l'une des six composantes de la République fédérative socialiste de Yougoslavie, est un acteur yougoslave puis croate.
Sa carrière s'est tout particulièrement développée en Italie dans les années 1980.

## Biographie
En 1973, Stanko Molnar est admis à l'Accademia nazionale d'arte drammatica de Rome, comme l'un des deux étudiants étrangers acceptés par cette école, et suit les cours du metteur en scène Orazio Costa. L'année suivante, grâce à l'appui du directeur de production Giuseppe Francone, il est choisi pour incarner le jeune révolutionnaire Allonsanfan dans le film homonyme des frères Taviani. Il retrouve trois ans plus tard le binôme de cinéastes pour une deuxième collaboration ; il est Sebastiano, l’oncle du jeune berger sarde, victime d’une vendetta, dans leur film Padre padrone, palme d'or du festival de Cannes 1977.
Le réalisateur Lamberto Bava le fait tourner à trois reprises, dans Baiser macabre en 1980, La Maison de la terreur (La casa con la scala nel buio) en 1983 et Le Masque de Satan (La maschera del demonio) en 1989. Il s'offre une parenthèse française en 1984 dans Les Amants terribles, coréalisé par Danièle Dubroux 
et Stavros Kaplanidis dans lequel il interprète Hans, l'amant de Laure (Danièle Dubroux) ; le couple va vivre une passion destructrice dans la chambre d'un hôtel de passe romain. En 1987, il est au générique du film Le Sicilien, de Michael Cimino. Deux ans plus tard, Liliana Cavani lui offre le rôle d'Élie de Cortone dans son film Francesco relatant la vie de François d'Assise.
Il n'a pas négligé les propositions de rôles pour le petit écran. Il apparaît ainsi dans 4 mini-séries, Les Origines de la mafia (Alle origini della mafia) en 1976, Martin Eden, L'Orient-Express en 1979 et L'isola del tesoro en 1987, et un épisode de la série Cinéma 16 en 1981. Il est aussi au générique de deux téléfilms, Colomba en 1982 et La bella Otero en 1984.

## Filmographie

### Cinéma
- 1974 : Allonsanfan, de Paolo et Vittorio Taviani : Allonsanfan
- 1975 : Il caso Raoul de Maurizio Ponzi
- 1977 : Padre padrone, de Paolo et Vittorio Taviani : Sebastiano
- 1980 : Baiser macabre (Macabro) de Lamberto Bava : Robert Duval
- 1983 : La Maison de la terreur (La casa con la scala nel buio), de Lamberto Bava : Giovanni
- 1984 : Les Amants Terribles, de Danièle Dubroux et Stavros Kaplanidis : Hans
- 1987 : Le Sicilien, de Michael Cimino : Silvio Ferra
- 1989 : Le Masque de Satan (La maschera del demonio), de Lamberto Bava : le prêtre
- 1989 : Francesco, de Liliana Cavani : Elia Bombarone

### Télévision
- 1976 : Les Origines de la mafia (Alle origini della mafia), épisode 4 : La speranza, de Enzo Muzii : Leonardo
- 1980 : L'Orient-Express, épisode 6 : Wanda, de Bruno Gantillon
- 1981 : Cinéma 16, épisode Une fugue à Venise, de Josée Dayan : Lorenzo
- 1982 : Colomba, de Giacomo Battiato : le curé